# Тугаринов Роман Русланович
Роман Русланович Тугаринов (рос. Роман Русланович Тугаринов; нар. 20 жовтня 1999, Улан-Уде, Росія) — російський футболіст, захисник клубу Ла-Ліги «Еспаньйол».

## Клубна кар'єра
Народився в місті Улан-Уде, але в дитинстві переїхав до Іспанії. Вихованець молодіжних академій «Барселони» та «Корнелья». Перший росіянин, який виграв Юнацьку лігу УЄФА (у складі «Барселони» в сезоні 2017/18 років). Під час перебування в оренді в «Корнельї» у дорослому футболі, 28 жовтня 2018 року в матчі проти «Сабаделя» (1:1). Допоміг команді посісти 4-е місце в Сегунда-Дивізіоні Б, але в плей-оф за право підвищитися в класі «Корнелья» зазнала невдачі. У липні 2019 року перебрався до «Еспаньйола». Декілька разів потрапляв на лаву запасних в матчах першої команди, але грав лише за резервну команду.
У серпні 2021 року відправився у 2-річну оренду з правом викупу до нідерландського клубу «Телстар». Дебютував за нову команду 14 листопада 2021 року в нічийному (1:1) матчі Еерстедивізі проти «Де Графсхапа».

## Кар'єра в збірній
У футболці юнацької збірної Росії (U-20) став фіналістом Міжнародного футбольного турніру в Алькудії 2018 року.

## Статистика виступів

### Клубна
Станом на 14 березня 2022
| Клуб                | Сезон             | Ліга               | Ліга  | Ліга | Нац. кубок | Нац. кубок | Конт. кубок | Конт. кубок | Інші  | Інші | Загалом | Загалом |
| Клуб                | Сезон             | Дивізіон           | Матчі | Голи | Матчі      | Голи       | Матчі       | Голи        | Матчі | Голи | Матчі   | Голи    |
| ------------------- | ----------------- | ------------------ | ----- | ---- | ---------- | ---------- | ----------- | ----------- | ----- | ---- | ------- | ------- |
| «Барселона Б»       | 2018–19           | Сегунда Дивізіон Б | 0     | 0    | —          | —          | —           | —           | —     | —    | 0       | 0       |
| «Корнелья» (оренда) | 2018–19           | Сегунда Дивізіон Б | 19    | 0    | 0          | 0          | —           | —           | 1     | 0    | 20      | 0       |
| «Еспаньйол Б»       | 2019–20           | Сегунда Дивізіон Б | 11    | 0    | —          | —          | —           | —           | —     | —    | 11      | 0       |
| «Еспаньйол Б»       | 2020–21           | Сегунда Дивізіон Б | 16    | 0    | —          | —          | —           | —           | —     | —    | 16      | 0       |
| «Еспаньйол Б»       | Загалом           | Загалом            | 27    | 0    | 0          | 0          | 0           | 0           | 0     | 0    | 27      | 0       |
| «Телстар» (оренда)  | 2021–22           | Еерстедивізі       | 11    | 0    | 2          | 0          | —           | —           | 0     | 0    | 13      | 0       |
| Усього за кар'єру   | Усього за кар'єру | Усього за кар'єру  | 57    | 0    | 2          | 0          | 0           | 0           | 1     | 0    | 60      | 0       |

1. ↑  Матчі в плей-оф Сегунда Дивізіону Б

## Досягнення
«Барселона»
- Юнацька ліга УЄФА
  -  Чемпіон (1): 2017/18[7]